# 華山拳
華山拳，又稱華山太極拳，陝西拳術，為中國武術流派之一，2009年被列入第二批陕西省非物质文化遗产名录。

## 源流
孟子后裔孟金自山东移居华阴三河口，把引导术与拳术套路、素鼓的狩猎、艄公的荡桨、纤夫拉纤等物象的动态进而结合起来，“屈伸俯仰，升降上下，和柔其形体，以节制其筋骨”，创立了“金狮扑虎”套路的華山拳，曾和張三豐弟子孫碧雲交流武功，主張王宗岳所傳的太極拳是從孟家第56代后裔孟希宇處習得並改進。

## 套路
华山太极拳以儒道两家创立的内功修炼为根基，以华山动物的生活习性为依托，以调和气血、疏通经络为宗旨，基本拳法有拜仙桩、阴阳锤、金狮扑虎、金龙四把、二仙传道和九十九式。华山剑师法吕洞宾，剑法分为纯阳剑、天险剑、玉女剑、九九太极剑、十二生肖剑等。

## 來源
1. ↑  华山太极拳(剑)的历史渊源
2. ↑  .   [2022-12-28]. （原始内容存档于2022-12-28）.